# Iti Mapukpukaw
Iti Mapukpukaw é um filme de ficção científica de animação adulta filipino-tailandês dirigido por Carl Joseph Papa. Carlo Aquino interpreta Eric, um animador sem boca que é solicitado por sua mãe a visitar seu tio, o que leva ao retorno de um alienígena que ele encontrou na infância com a intenção de tirá-lo da Terra. Também é estrelado por Gio Gahol e Dolly de Leon. Empregando rotoscópio e animação tradicional, Iti Mapukpukaw é o terceiro longa-metragem de animação de Papa, depois de Manang Biring (2015) e Paglisan (2018).
Iti Mapukpukaw estreou em competição no 19º Festival de Cinema Independente Cinemalaya em 5 de agosto de 2023, ganhando Melhor Filme, Melhor Atriz Coadjuvante (de Leon) e o prêmio NETPAC. É o primeiro longa-metragem de animação do Cinemalaya. Foi também o filme de maior bilheteria entre os filmes do Cinemalaya daquele ano.
Em 29 de setembro de 2023, o Conselho de Desenvolvimento Cinematográfico das Filipinas anunciou Iti Mapukpukaw como o representante filipino para a categoria de Melhor Longa-Metragem Internacional no Oscar 2024, tornando-o o primeiro filme de animação inscrito pelas Filipinas, mais não foi indicado.

## Sinopse
Eric vive uma vida bastante normal trabalhando como animador nas Filipinas. Ele tem um apartamento bonito, mas sujo, um emprego bem remunerado e um garoto de quem gosta. No entanto, uma coisa que se destaca em Eric é que ele literalmente não tem boca.
Um dia, ele recebe um telefonema de sua mãe Rosalinda, pedindo-lhe que vá ver seu tio aparentemente perdido. Apenas para descobrir que seu tio está morto há dias. Enquanto ele ainda está em estado de choque, chega um alienígena familiar que quer tirar Eric da Terra. Este evento fará com que ele se lembre de seu passado e desvende suas memórias.

## Elenco
- Carlo Aquino como Eric
- Gio Gahol como Carlo
- Dolly de Leon como Rosalinda

## Produção
A produção recebeu financiamento da Fundação Cinemalaya e foi apoiada pelas agências governamentais CreatePH Films, Conselho de Desenvolvimento Cinematográfico das Filipinas, e pela Comissão Nacional de Cultura e Artes. Também recebeu bolsa do financiador tailandês Purin Pictures. Iti Mapukpukaw é produzido pelo Project 8 Projects e coproduzido pela GMA News and Public Affairs e Terminal Six Post.
Iti Mapukpukaw utiliza técnica de animação rotoscópio. O filme foi rodado com os atores em quatro dias, enquanto os trabalhos de animação duraram um ano e sete meses envolvendo uma equipe de 90 animadores.